# Dommartin (Doubs)
Dommartin és un municipi francès situat al departament del Doubs i a la regió de Borgonya - Franc Comtat. L'any 2007 tenia 562 habitants.

## Demografia

### Població
El 2007 la població de fet de Dommartin era de 562 persones. Hi havia 215 famílies de les quals 51 eren unipersonals (16 homes vivint sols i 35 dones vivint soles), 74 parelles sense fills, 74 parelles amb fills i 16 famílies monoparentals amb fills.
La població ha evolucionat segons el següent gràfic:
Habitants censats

### Habitatges
El 2007 hi havia 234 habitatges, 219 eren l'habitatge principal de la família, 3 eren segones residències i 12 estaven desocupats. 188 eren cases i 44 eren apartaments. Dels 219 habitatges principals, 164 estaven ocupats pels seus propietaris, 49 estaven llogats i ocupats pels llogaters i 6 estaven cedits a títol gratuït; 2 tenien una cambra, 4 en tenien dues, 24 en tenien tres, 58 en tenien quatre i 131 en tenien cinc o més. 199 habitatges disposaven pel capbaix d'una plaça de pàrquing. A 85 habitatges hi havia un automòbil i a 122 n'hi havia dos o més.

### Piràmide de població
La piràmide de població per edats i sexe el 2009 era:
| Homes | Edats   | Dones |
| ----- | ------- | ----- |
| 0     | 95 o +  | 0     |
| 0     | 90 a 94 | 0     |
| 4     | 85 a 89 | 0     |
| 8     | 80 a 84 | 8     |
| 8     | 75 a 79 | 8     |
| 4     | 70 a 74 | 0     |
| 12    | 65 a 69 | 4     |
| 16    | 60 a 64 | 12    |
| 24    | 55 a 59 | 36    |
| 20    | 50 a 54 | 32    |
| 12    | 45 a 49 | 20    |
| 16    | 40 a 44 | 12    |
| 16    | 35 a 39 | 12    |
| 20    | 30 a 34 | 16    |
| 20    | 25 a 29 | 4     |
| 16    | 20 a 24 | 20    |
| 20    | 15 a 19 | 8     |
| 8     | 10 a 14 | 16    |
| 12    | 5 a 9   | 12    |
| 20    | 0 a 4   | 8     |

## Economia
El 2007 la població en edat de treballar era de 355 persones, 254 eren actives i 101 eren inactives. De les 254 persones actives 246 estaven ocupades (135 homes i 111 dones) i 8 estaven aturades (4 homes i 4 dones). De les 101 persones inactives 49 estaven jubilades, 29 estaven estudiant i 23 estaven classificades com a «altres inactius».

### Ingressos
El 2009 a Dommartin hi havia 219 unitats fiscals que integraven 570 persones, la mediana anual d'ingressos fiscals per persona era de 20.075 €.

### Activitats econòmiques
Dels 9 establiments que hi havia el 2007, 1 era d'una empresa alimentària, 2 d'empreses de fabricació d'altres productes industrials, 4 d'empreses de construcció, 1 d'una empresa de comerç i reparació d'automòbils i 1 d'una empresa classificada com a «altres activitats de serveis».
Els 2 serveis als particulars que hi havia el 2009 eren electricistes.
L'any 2000 a Dommartin hi havia 9 explotacions agrícoles que ocupaven un total de 285 hectàrees.

## Equipaments sanitaris i escolars
El 2009 hi havia una escola elemental integrada dins d'un grup escolar amb les comunes properes formant una escola dispersa.

## Poblacions més properes
El següent diagrama mostra les poblacions més properes.